# Julián Grimaldos Grimaldos
Julián Grimaldos Grimaldos (Tresjuncos, província de Conca, 30 de març de 1941) és un polític espanyol. De família camperola, és parent de José María Grimaldos, el Cepa, un dels protagonistes del crim de Conca. Estudià al Seminari Menor de Leganés, va ser ordenat frare agustí al Monestir d'El Escorial. Després fou enviat a Irlanda i es llicencià en filologia anglesa a la Universitat de Cambridge i a la Universitat de Londres. Durant la transició democràtica va conèixer la que seria la seva esposa, penjà els hàbits i després de col·laborar un temps amb el Partido Socialista Popular ingressà al PSOE, del que el 1979 en fou membre de la Comissió Executiva Provincial, i a la FETE-UGT. Després treballà com a professor de batxillerat i com a traductor per la Universitat Complutense de Madrid.
A les eleccions generals espanyoles de 1982 fou escollit senador per la província de Conca, i formà part de la Comissió d'afer exteriors, de manera que el 1983 fou nomenat relator davant el Consell d'Europa per als refugiats llatinoamericans. Fou elegit diputat a les eleccions al Parlament Europeu de 1987 i de 1986 a 1989 fou president de la Delegació per a les relacions amb Iugoslàvia.
A les eleccions autonòmiques de 1991 fou elegit diputat a les Corts de Castella-la Manxa, de les que en fou vicepresident primer de 1991 a 1993 i senador designat per la comunitat autònoma de 1993 a 1995. Posteriorment es dedicà a la docència fins que el 2004 fou nomenat sotsdelegat del govern a la província de Conca, càrrec que ocupà fins al 2008, quan decidí retirar-se de la política.